# Liste des National Historic Landmarks de Californie
Liste complète des 135 National Historic Landmarks de Californie.

## NHL actuels
Un NHL, Yuma Crossing and Associated Sites, est partagé avec l'Arizona et fait partie de la liste du National Park Service de cet état. Le Lower Klamath National Wildlife Refuge est partagé avec l'Oregon.
|                                                             | Nom                                                        | Image | Date desig. | Situé à                                                   | Comté                   | Description |
| ----------------------------------------------------------- | ---------------------------------------------------------- | --- | ----------- | --------------------------------------------------------- | ----------------------- | --- |
| 1                                                           | The Majestic Yosemite Hotel                                | | 28/05/1987  | Parc national de Yosemite 37° 44′ 44,7″ N, 119° 34′ 27″ O | Mariposa                | Cet hôtel, conçu par Gilbert Stanley Underwood, édifié, dans le Parc national de Yosemite, et géré par le National Park Service est un exemple du style National Park Service Rustic. |
| 2                                                           | Île d'Alcatraz                                             | | 17/01/1986  | San Francisco 37° 49′ 35″ N, 122° 25′ 21″ O               | San Francisco           | Forteresse militaire au XIXe siècle, prison au XXe siècle, puis prison fédérale de haute sécurité de 1934 à 1963. Occupé par les Amérindiens de 1969 à 1971, le pénitencier fédéral d'Alcatraz est aujourd'hui reconverti en un site historique géré par le service des parcs nationaux des États-Unis.                                  |
| 3                                                           | Alma                                                       | Vue de tribord de l'Alma, Hyde Street Pier, San Francisco Maritime National Historic Park.                                                                                                | 07/06/1988  | San Francisco 37° 48′ 28″ N, 122° 25′ 15″ O               | San Francisco           | Goélette à fond plat datant de 1891 et utilisée dans la Baie de San Francisco et le Delta du Sacramento, qui fait aujourd'hui partie du San Francisco Maritime National Historical Park. |
| 4                                                           | Angelus Temple                                             | Angelus Temple. | 27/04/1992  | Los Angeles 34° 04′ 35″ N, 118° 15′ 41″ O                 | Los Angeles             | Église construite par Aimee Semple McPherson pour l'International Church of the Foursquare Gospel. |
| 5                                                           | Juan de Anza House                                         | 1934 HABS photo | 15/04/1970  | San Juan Bautista 36° 50′ 37″ N, 121° 32′ 07″ O           | San Benito              | Maison d'adobe d'un étage typique de l'époque mexicaine, américanisée par la suite de manière typique. |
| 6                                                           | Aquatic Park Historic District                             | | 28/05/1987  | San Francisco 37° 48′ 23″ N, 122° 25′ 25″ O               | San Francisco           | Plage et bâtiments de Style paquebot édifiés par la WPA en 1936. |
| 7                                                           | Asilomar Conference Grounds                                | Photographie de Merrill Hall. | 27/02/1987  | Pacific Grove 36° 37′ 11″ N, 121° 55′ 53″ O               | Monterey                | Palais des congrès de style Arts & Crafts construit pour la Young Women's Christian Association par Julia Morgan en 1913. |
| 8                                                           | Parc Balboa                                                | Photograph of the Botanic Building, one of several buildings in Balboa Park. A red conservatory building, it is fronted by a reflecting pool and surrounded by multiple species of trees. | 22/12/1977  | San Diego 32° 43′ 53″ N, 117° 08′ 43″ O                   | San Diego               | Complexe culturel urbain de 4,9 km² situé à San Diego, où se trouvent des musées, des parcs et le Zoo de San Diego. |
| 9                                                           | Balclutha                                                  | | 04/02/1985  | San Francisco 37° 48′ 28″ N, 122° 24′ 42″ O               | San Francisco           | Ce trois-mâts carré, aujourd'hui navire musée, a été construit en 1886. |
| 10                                                          | Baldwin Hills Village                                      | Village Green | 03/01/2001  | Baldwin Hills 34° 01′ 11″ N, 118° 21′ 39″ O               | Los Angeles             | Aujourd'hui connue sous le nom de Village Green, cet ensemble de 627 logements en copropriété fut l'un des premiers projets de ville nouvelle quand il fut construit entre 1935 et 1942. |
| 11                                                          | Hubert H. Bancroft Ranch House                             | 1964 HABS photo | 29/12/1962  | Spring Valley 32° 44′ 05″ N, 116° 59′ 18″ O               | San Diego               | Maison d'adobe de l'historien et ethnologue Hubert Howe Bancroft, qui a beaucoup écrit sur la culture amérindienne. |
| 12                                                          | Bank of Italy Building                                     | Bank of Italy Building, 552 Montgomery St., San Francisco, vu depuis le coin nord-ouest de Montgomery St. et Clay St.                                                                     | 02/06/1978  | San Francisco 37° 47′ 40″ N, 122° 24′ 11″ O               | San Francisco           | Siège de la Bank of Italy en 1908 (devenue ensuite la Bank of America), cet édifice est aussi connu sous le nom de Clay-Montgomery Building. |
| 13                                                          | Aline Barnsdall Complex (Hollyhock House)                  | Hollyhock House. | 29/03/2007  | Los Angeles 34° 06′ 00″ N, 118° 17′ 41″ O                 | Los Angeles             | Hollyhock House, bâtie sur les plans de Frank Lloyd Wright entre 1919 et 1921 pour Aline Barnsdall, est aujourd'hui au centre du Barnsdall Art Park. |
| 14                                                          | Berkeley (ferry)                                           | Photograph of the funnel of the ferry Berkeley from the vessel's roof, showing the Southern Pacific logo on the side of the stack.                                                        | 14/12/1990  | San Diego 32° 43′ 01″ N, 117° 10′ 22″ O                   | San Diego               | Ce fut le premier ferry à hélices de la côte Ouest. C'est l'un des navires-musées du Musée maritime de San Diego. |
| 15                                                          | Big Four House                                             | Photograph of the Big Four House in Old Sacramento, with signs "Central Pacific Rail Road Company", "Huntington & Hopkins", and "Hardware".                                               | 04/07/1961  | Sacramento 38° 34′ 58″ N, 121° 30′ 12″ O                  | Sacramento              | Construite en 1852, ce fut la maison où Collis Huntington, Mark Hopkins, Leland Stanford et Charles Crocker organisèrent la Central Pacific et fondèrent la Southern Pacific Railroad. |
| 16                                                          | Bodie Historic District                                    | Photographie d'édifices abandonnés dans le Bodie Historic District. | 04/07/1961  | Bodie 38° 12′ 44″ N, 119° 00′ 44″ O                       | Mono                    | Établie en 1859, lors de la Ruée vers l'or, c'est aujourd'hui une ville fantôme préservée. |
| 17                                                          | Borax Lake                                                 | image pending | 20/09/2006  | Clearlake                                                 | Lake                    | Site archéologique typique de la culture paléo-indienne Post Pattern. |
| 18                                                          | Bradbury Building                                          | | 05/05/1977  | Los Angeles 34° 03′ 03″ N, 118° 14′ 53″ O                 | Los Angeles             | Bâtiment historique de Los Angeles, en Californie. Il a été utilisé comme décor dans le film Blade Runner. |
| 19                                                          | Luther Burbank House and Garden                            | | 19/06/1964  | Santa Rosa 38° 26′ 10″ N, 122° 42′ 44″ O                  | Sonoma                  | Jardin public contenant la maison, la serre, les jardins et la tombe de l'horticulteur célèbre Luther Burbank. |
| 20                                                          | C.A. Thayer (1895)                                         | | 13/11/1966  | San Francisco 37° 48′ 28″ N, 122° 25′ 16″ O               | San Francisco           | Goélette datant de 1895, conservée au San Francisco Maritime National Historical Park, qui a participé au commerce du bois entre San Francisco, le Washington, l'Oregon et la Californie du nord. |
| 21                                                          | Carmel Mission                                             | Photographie du clocher de la Mission. | 09/10/1960  | Carmel 36° 32′ 28″ N, 121° 55′ 07″ O                      | Monterey                | Seconde mission espagnole de Californie, c'est là que résidait le presidente, le Père Fermin Francisco de Lasuen. Détruite dans les années 1800, elle fut restaurée en 1884 et 1920 ; c'est encore une paroisse de nos jours. |
| 22                                                          | Jose Castro House                                          | HABS photo | 15/05/1970  | San Juan Bautista 36° 50′ 34″ N, 121° 32′ 05″ O           | San Benito              | Maison en adobe construite par José Castro, Commandant général de Californie du nord. Elle fait partie du San Juan Bautista Historic District. |
| 23                                                          | Coloma                                                     | Photographie historique de Sutter's Mill à Coloma en 1850. | 04/07/1961  | Coloma 38° 48′ 00″ N, 120° 53′ 21″ O                      | El Dorado               | Ville fantôme faisant partie du Marshall Gold Discovery State Historic Park. |
| 24                                                          | Columbia Historic District                                 | Le Pioneer Emporium, dans le Columbia Historic District. | 04/07/1961  | Sonora 38° 02′ 08,84″ N, 120° 24′ 03,81″ O                | Tuolumne                | Deux ans après la découverte d'or dans cette ville, c'était la troisième plus peuplée de Californie. C'est aujourd'hui un musée. |
| 25                                                          | Maison du Commandant au Fort Ross                          | Photographie de la Commander's House à Fort Ross. | 15/05/1970  | Fort Ross 38° 30′ 52″ N, 123° 14′ 37″ O                   | Sonoma                  | La seule structure d'époque restant à Fort Ross, cette maison a été bâtie par les Russes en 1812. |
| 26                                                          | Coso Rock Art District (Big and Little Petroglyph Canyons) | Coso Rock Art | 19/07/1964  | Naval Air Weapons Station China Lake                      | Inyo                    | Plus de 20000 pétroglyphes amérindiens sont situés dans cette NHLD, située dans la Naval Air Weapons Station China Lake. |
| 27                                                          | Parc d'État Donner Memorial                                | | 20/01/1961  | Truckee 39° 19′ 12″ N, 120° 14′ 30″ O                     | Nevada                  | Musée et monument à l'Expédition Donner ; durant l'hiver 1846-1847, une partie des colons la composant, bloqués, en vinrent au cannibalisme pour survivre. |
| 28                                                          | Eames House                                                | Photographie de la Eames House. | 20/09/2006  | Pacific Palisades 34° 01′ 47″ N, 118° 31′ 10″ O           | Los Angeles             | Construite en 1949 par Charles et Ray Eames, elle est aussi connue sous le nom de Case Study House N°8. |
| 29                                                          | Elmshaven (Maison d'Ellen Gould White)                     | image pending | 04/11/1993  | St. Helena 38° 32′ 06″ N, 122° 28′ 41″ O                  | Napa                    | La chef chrétienne Ellen Gould White vécut et travailla ici de 1900 jusqu'à sa mort en 1915. |
| 30                                                          | Estudillo House                                            | 1937 HABS photo | 15/04/1970  | San Diego 32° 45′ 15″ N, 117° 11′ 49″ O                   | San Diego               | Maison d'adobe construite en 1827. |
| 31                                                          | Eureka                                                     | | 04/02/1985  | San Francisco 37° 48′ 27″ N, 122° 25′ 17″ O               | San Francisco           | Bateau à vapeur à aubes, construit en 1890 par la San Francisco and North Pacific Railroad Company, conservé à la San Francisco Maritime National Historical Park. |
| 32                                                          | USCGC Fir (Baliseur)                                       | | 27/04/1992  | Rio Vista 38° 08′ 59″ N, 121° 40′ 59″ O                   | Sacramento              | Navire de l'U.S. Coast Guard servant à l'entretien des phares et n'étant plus en activité. |
| 33                                                          | First Church of Christ, église scientiste, à Berkeley      | Front view of the church | 22/12/1977  | Berkeley 37° 51′ 56″ N, 122° 15′ 20″ O                    | Alameda                 | Église construite par Bernard Ralph Maybeck. |
| 34                                                          | James C. Flood Mansion                                     | | 13/11/1966  | San Francisco 37° 47′ 31″ N, 122° 24′ 39″ O               | San Francisco           | Maison de James C. Flood. Ce fut l'un des seuls édifices de Nob Hill à ne pas avoir été détruit par le séisme et l'incendie de 1906. |
| 35                                                          | Folsom Powerhouse State Historic Park                      | | 29/05/1981  | Folsom 38° 40′ 50″ N, 121° 10′ 32″ O                      | Sacramento              | Construite à la fin des années 1800 par des prisonniers de Folsom Prison, elle a commencé à alimenter en énergie Sacramento en 1895 et a été stoppée en 1952. |
| 36                                                          | Fort Ross                                                  | | 05/11/1961  | Fort Ross 38° 30′ 45″ N, 123° 14′ 34″ O                   | Sonoma                  | Établi par Ivan Kuskov de la Russian-American Company en 1812. |
| 37                                                          | Fresno Sanitary Landfill                                   | image pending | 07/08/2001  | Fresno 36° 42′ 00″ N, 119° 49′ 47″ O                      | Fresno                  | Ouverte en 1937, il s'agit de la première décharge moderne des États-Unis. |
| 38                                                          | David B. Gamble House                                      | David B. Gamble House | 22/12/1977  | Pasadena 34° 09′ 06″ N, 118° 09′ 37″ O                    | Los Angeles             | Exemple d'architecture du style Arts & Crafts influencé par l'esthétique japonaise traditionnelle. |
| 39                                                          | Gonzalez House                                             | image pending | 15/04/1970  | Santa Barbara 34° 25′ 27″ N, 119° 41′ 43″ O               | Santa Barbara           | Construite aux alentours de 1825 by Don Rafael Gonzales, cette demeure est typique des maisons de ville mexicaines en adobe. |
| 40                                                          | Rancho Guajome Adobe                                       | Rancho Guajome, 1936 | 15/04/1970  | Vista 33° 14′ 00″ N, 117° 15′ 14″ O                       | San Diego               | Hacienda coloniale espagnole ayant deux cours. |
| 41                                                          | Hale Solar Observatory                                     | Photograph of George Ellery Hale at work at his desk. | 20/12/1989  | Pasadena 34° 07′ 59″ N, 118° 07′ 19″ O                    | Los Angeles             | Laboratoire de George Ellery Hale, l'inventeur du spectrohéliographe. |
| 42                                                          | Hanna-Honeycomb House                                      | Hanna House | 29/06/1989  | Palo Alto 37° 24′ 58″ N, 122° 09′ 51″ O                   | Santa Clara             | Située sur le campus de l'Université Stanford campus, c'était le premier ouvrage de Frank Lloyd Wright dans la région de San Francisco, ainsi que sa première œuvre avec des structures non rectangulaires. |
| 43                                                          | Harada House                                               | Harada House | 14/12/1989  | Riverside 33° 59′ 07″ N, 117° 22′ 09″ O                   | Riverside               | Propriété impliquée dans le test constitutionnel de la California Alien Land Law de 1913, à propos des droits des enfants d'un immigré japonais. |
| 44                                                          | Hearst San Simeon Estate                                   | The grand entry door at the Hearst San Simeon Estate, with a great quantity of carved stonework, illuminated in the golden evening sun.                                                   | 11/05/1976  | San Simeon 35° 41′ 06″ N, 121° 10′ 04″ O                  | San Luis Obispo         | Construit par le magnat de la presse William Randolph Hearst, cette demeure est ouverte à la visite. |
| 45                                                          | Hercules (Remorqueur)                                      | | 17/01/1986  | San Francisco 37° 48′ 30″ N, 122° 25′ 16″ O               | San Francisco           | Remorqueur datant de 1907 qui est aujourd'hui un bateau-musée au San Francisco Maritime National Historical Park. |
| 46                                                          | Lou Henry and Herbert Hoover House                         | | 04/02/1985  | Palo Alto 37° 25′ 04″ N, 122° 10′ 09″ O                   | Santa Clara             | Réalisée par Lou Henry Hoover, la femme de Herbert Hoover, c'est la maison où habitèrent les Hoovers avant et après sa présidence ; c'est à présent la résidence officielle du président de l'université Stanford. |
| 47                                                          | USS Hornet (CVS-12) (aircraft carrier)                     | | 04/12/1991  | Alameda 37° 46′ 22″ N, 122° 18′ 10″ O                     | Alameda                 | Classe Essex entré en service en novembre 1943, qui a joué un rôle sur le champ pacifique de la Seconde Guerre mondiale puis a servi durant la guerre du Viêt Nam. Le navire a aussi récupéré les astronautes des missions Apollo à leur retour de la Lune.                                                                              |
| 48                                                          | Hotel del Coronado                                         | | 05/05/1977  | Coronado 32° 40′ 51″ N, 117° 10′ 36″ O                    | San Diego               | Plus grand hôtel balnéaire de la côté pacifique nord-américaine. |
| 49                                                          | Edwin Hubble House                                         | Edwin Hubble House en 1975 | 08/12/1976  | San Marino 34° 07′ 24″ N, 118° 07′ 17″ O                  | Los Angeles             | Maison de l'astronome Edwin Hubble de 1925 à sa mort en 1953. |
| 50                                                          | Jeremiah O'Brien (Liberty ship)                            | | 14/01/1986  | San Francisco 37° 48′ 23″ N, 122° 25′ 43″ O               | San Francisco           | L'un des rares Liberty ships restants parmi l'armada de 6939 navires présente en Normandie le Jour J, en 1944. |
| 51                                                          | La Purisima Mission                                        | Campanile de La Purisima Mission | 15/04/1970  | Lompoc 34° 40′ 18″ N, 120° 25′ 21″ O                      | Santa Barbara           | À présent un parc historique, c'est le seul exemple en Californie d'un complexe "complet" de mission. |
| 52                                                          | Lake Merritt Wild Duck Refuge                              | | 23/05/1963  | Oakland 37° 48′ 14″ N, 122° 15′ 33″ O                     | Alameda                 | Aujourd'hui connu sous le nom de parc de Lake Merritt. |
| 53                                                          | Lane Victory (victory ship)                                | | 14/12/1990  | San Pedro 33° 44′ 55″ N, 118° 16′ 26″ O                   | Los Angeles             | Rare exemple de victory ship, aujourd'hui utilisé comme musée qui fait six croisières annuelles vers l'île Catalina. |
| 54                                                          | Larkin House                                               | 1959 HABS photo | 19/12/1960  | Monterey 36° 35′ 56″ N, 121° 53′ 44″ O                    | Monterey                | Cette demeure qui fait partie du Monterey State Historic Park, combine les techniques de construction espagnoles et des caractéristiques de la Nouvelle Angleterre, créant le style d'architecture nommé Monterey Colonial. |
| 55                                                          | Las Flores Adobe                                           | | 24/11/1968  | Camp Pendleton 33° 18′ 00″ N, 117° 27′ 40″ O              | San Diego               | Estancia située à mi-chemin entre deux missions, à présent un camp de Boy Scout situé dans le Camp Pendleton à proximité de l'Interstate 5. |
| 56                                                          | Leconte Memorial Lodge                                     | | 28/05/1987  | Parc national de Yosemite 37° 44′ 18″ N, 119° 34′ 42″ O   | Mariposa                | Construite par le Sierra Club en 1903 en l'honneur de Joseph LeConte, l'un de ses membres fondateurs. |
| 57                                                          | Relief (WLV-605) (bateau-phare)                            | | 20/12/1989  | Oakland 37° 47′ 44″ N, 122° 16′ 50″ O                     | Alameda                 | Un bateau-phare. |
| 58                                                          | Little Tokyo Historic District                             | Entrée du temple bouddhiste Nishi Hongwanji dans le Little Tokyo Historic District. | 12/06/1995  | Los Angeles 34° 03′ 02″ N, 118° 14′ 22″ O                 | Los Angeles             | Quartier de Downtown Los Angeles habité par des Japonais Américains, c'est l'une des trois Japantowns officielles du pays. |
| 59                                                          | Locke Historic District                                    | Une rue de Locke | 14/12/1990  | Locke 38° 15′ 02″ N, 121° 30′ 35″ O                       | Sacramento              | Plus grand exemple restant d'une communauté rurale de Chinois Américains, construite en 1915. |
| 60                                                          | Jack London Ranch                                          | | 29/12/1962  | Glen Ellen 38° 21′ 02″ N, 122° 32′ 35″ O                  | Sonoma                  | Maison de Jack London de 1905 à sa mort. |
| 61                                                          | Los Alamos Ranch House                                     | image pending | 15/04/1970  | Los Alamos                                                | Santa Barbara           | Un exemple du style Mexican de ranch à un étage, situé près de El Camino Real. Le ranch était souvent utilisé comme un arrêt entre Santa Barbara et Monterey. |
| 62                                                          | Los Angeles Memorial Coliseum                              | Porte du Los Angeles Memorial Coliseum. | 27/07/1984  | Los Angeles 34° 00′ 50,4″ N, 118° 17′ 16″ O               | Los Angeles             | Le seul stade dans le monde qui a accueilli les Jeux olympiques d'été (1932 /1984), la Série mondiale (1959) et le Super Bowl (1967 /1973). |
| 63                                                          | Los Cerritos Ranch House                                   | 1934 HABS photo | 15/04/1970  | Long Beach 33° 50′ 11″ N, 118° 11′ 40″ O                  | Los Angeles             | Plus grande maison d'adobe construite en Californie du sud durant l'époque mexicaine. |
| 64                                                          | Refuge faunique national de Lower Klamath                  | | 12/01/1965  | Dorris et Klamath Falls, OR 41° 58′ N, 121° 46′ O         | Siskiyou et Klamath, OR | Refuge faunique national créé en 1908. |
| 65                                                          | Manzanar War Relocation Center                             | Mémorial dans le Manzanar War Relocation Center | 04/02/1985  | Independence 36° 43′ 41″ N, 118° 09′ 16″ O                | Inyo                    | Le plus célèbre camp d'internement de Japonais américains durant la Seconde Guerre mondiale. |
| 66                                                          | Mare Island Naval Shipyard                                 | Le USS Wadleigh à quai au Mare Island Naval Shipyard en 1945. | 15/05/1975  | Vallejo 38° 06′ N, 122° 16′ O                             | Solano                  | Premier établissement de la marine des États-Unis sur la côte ouest. Y furent construits des navires durant la Seconde Guerre mondiale, ainsi que des navires à propulsion nucléaire durant la Guerre froide. |
| 67                                                          | Marin County Civic Center                                  | Photographie de l'intérieur du Civic Center. | 17/07/1991  | San Rafael 37° 59′ 52″ N, 122° 31′ 50″ O                  | Marin                   | Dernier ouvrage de l'architecte Frank Lloyd Wright. |
| 68                                                          | Mendocino Woodlands Recreational Demonstra- tion Area      | image pending | 25/09/1997  | Mendocino 39° 19′ 43″ N, 123° 41′ 54″ O                   | Mendocino               | La seule Recreational Demonstration Area construite par le Civilian Conservation Corps qui a été continuellement utilisée en tant que terrain de camping. |
| 69                                                          | Maison de Joaquin Miller                                   | image pending | 29/12/1962  | Oakland 37° 48′ 45″ N, 122° 11′ 08″ O                     | Alameda                 | Joaquin Miller, connu sous le surnom de "Poète des Sierras", y vécut de 1886 à sa mort en 1913. |
| 70                                                          | Mission Beach Roller Coaster                               | | 27/02/1987  | San Diego 32° 46′ 12″ N, 117° 15′ 00″ O                   | San Diego               | L'une des deux seules montagnes russes en bois restantes sur la Côte ouest, elle a été construite en 1925 par Prior and Church. |
| 71                                                          | Mission Inn                                                | | 05/05/1977  | Riverside 33° 58′ 54″ N, 117° 22′ 18″ O                   | Riverside               | Cet hôtel est devenu le plus grand exemple de Mission Revival style à travers des additions successives depuis que son prédécesseur, un cottage, a été construit en 1876. |
| 72                                                          | Mission San Miguel Arcángel                                | | 20/03/2006  | San Miguel 35° 44′ 41″ N, 120° 41′ 53″ O                  | San Luis Obispo         | Seizième des missions espagnoles de Californie, l'église, bien préservée, est toujours utilisée de nos jours. À l'intérieur se trouvent des peintures murales de Esteban Munras. |
| 73                                                          | Mission Santa Inés                                         | Photograph of Mission Santa Inés, showing the campanile on the right, the chapel at center, and the long, colonnaded walkway to the left.                                                 | 20/01/1999  | Solvang 34° 35′ 40″ N, 120° 08′ 12″ O                     | Santa Barbara           | Dix-neuvième mission espagnole, cette église fut le site d'une révolte amérindienne en 1824. Après restaurations durant les années 1940, elle a retrouvé son activité de paroisse. |
| 74                                                          | Modjeska House                                             | image pending | 14/12/1990  | Modjeska 33° 42′ 59″ N, 117° 37′ 26″ O                    | Orange                  | Conçue par Stanford White, elle fut la résidence de Helena Modjeska de 1888 à 1906. |
| 75                                                          | Monterey Old Town Historic District                        | 1936 HABS photo | 15/04/1990  | Monterey 36° 35′ 59″ N, 121° 53′ 37″ O                    | Monterey                | Aussi connu sous le nom de Monterey State Historic Park, ce NHLD comprend le premier théâtre de Californie et la Monterey Customs House, où le drapeau américain fut dressé pour la première fois en Californie. On y trouve aussi la Larkin House.                                                                                      |
| 76                                                          | John Muir House                                            | | 29/12/1962  | Martinez 37° 59′ 30″ N, 122° 07′ 50″ O                    | Contra Costa            | John Muir vécut ici de 1890 jusqu'à sa mort en 1914, période durant laquelle il fonda le Sierra Club et prépara la création du National Park Service. La maison est ouverte au public. |
| 77                                                          | New Almaden                                                | Ruins of the Senador Mine. | 04/07/1961  | San José 37° 10′ 48″ N, 121° 50′ 08″ O                    | Santa Clara             | Aussi connue sous le nom de Senador, c'est l'une des plus anciennes et des plus productives mines de mercure du pays. |
| 78                                                          | Richard M. Nixon Birthplace                                | Photograph of the Richard M. Nixon Birthplace, a single-level, tree-shaded, white, wood-frame house.                                                                                      | 31/05/1973  | Yorba Linda 33° 53′ 19″ N, 117° 49′ 08″ O                 | Orange                  | Lieu de naissance et maison du Président Richard Milhous Nixon de 1913 à 1922, elle fait à présent partie du Richard Nixon Presidential Library and Museum. |
| 79                                                          | Frank Norris Cabin                                         | Frank Norris Memorial HABS rephoto | 29/12/1962  | Gilroy 37° 02′ 11″ N, 121° 42′ 45″ O                      | Santa Clara             | Aussi connue sous le nom de Redwood Retreat c'était la maison de Frank Norris la dernière année de sa vie. |
| 80                                                          | Oak Grove Butterfield Stage Station                        | 1960 HABS photo | 05/11/1961  | Warner Springs 33° 23′ 23″ N, 116° 47′ 39″ O              | San Diego               | Le seul bureau de poste restant du Butterfield Overland Mail. |
| 81                                                          | Old Customhouse                                            | Photograph of the Old Customhouse in Monterey, a two-story Spanish-colonial structure with broad verandahs, tile roofs, blue and green trim, and white stucco.                            | 19/12/1960  | Monterey 36° 35′ 46″ N, 121° 53′ 31″ O                    | Monterey                | Cette structure en adobe de 1827 est le plus vieil établissement public de Californie. C'est là que le drapeau des États-Unis fut dressé lorsque la Californie rejoignit l'Union. C'est aujourd'hui un musée inclus dans le Monterey State Historic Park.                                                                                |
| 82                                                          | Old Mission Dam                                            | | 21/05/1963  | San Diego 32° 50′ 17″ N, 117° 02′ 32″ O                   | San Diego               | Premier projet d'irrigation important sur la côte Pacifique du pays, ce barrage fournit de l'eau pour le fraisage et l'irrigation de la Mission San Diego de Alcalá. |
| 83                                                          | Old Sacramento Historic District                           | Photograph of a street in the Old Sacramento Historic District. | 12/01/1965  | Sacramento 38° 34′ 58″ N, 121° 30′ 12″ O                  | Sacramento              | Construit après la Ruée vers l'or, ce quartier contient le Pony Express Terminal et la Big Four House. |
| 84                                                          | Old Scripps Building                                       | Historic photograph of the Old Scripps Building, a rectangular structure on a clifftop overlooking the Pacific breakers.                                                                  | 20/05/1982  | La Jolla 32° 51′ 52″ N, 117° 15′ 09″ O                    | San Diego               | Le premier édifice du Scripps Institution of Oceanography, le plus vieil institut océanographique des États-Unis, autour duquel s'est formé l'Université de Californie à San Diego. |
| 85                                                          | Old United States Mint                                     | Old U.S. Mint, 88 Fifth St., San Francisco. Photographed from east side of Fifth St. | 04/07/1961  | San Francisco 37° 46′ 58″ N, 122° 24′ 23″ O               | San Francisco           | Construit pour l'Hôtel des monnaies de San Francisco en 1874 afin de transformer l'or découvert en pièces officielles des États-Unis, cet édifice, surnommé The Granite Lady, est l'un des rares à avoir résisté au Séisme de 1906 à San Francisco.                                                                                      |
| 86                                                          | USS Pampanito (submarine)                                  | | 14/01/1986  | San Francisco 37° 48′ 31″ N, 122° 24′ 56″ O               | San Francisco           | Ce sous-marin de la classe Balao servit durant la Seconde Guerre mondiale avant de devenir un navire-musée dans le cadre de la San Francisco Maritime National Park Association. |
| 87                                                          | Paramount Theatre                                          | | 05/05/1977  | Oakland 37° 48′ 34″ N, 122° 16′ 05″ O                     | Alameda                 | Plus grand cinéma de la côte Ouest au moment de sa construction, il est de style Art Deco. Il accueille la Oakland East Bay Symphony et le Oakland Ballet. |
| 88                                                          | Parsons Memorial Lodge                                     | NPS photo | 28/05/1987  | Parc national de Yosemite 37° 52′ 36″ N, 119° 22′ 00″ O   | Tuolumne                | La première structure de pierre construite dans un National Park, elle fut construite par le Sierra Club. Exemple d'architecture de la région de la Baie, avec des influences de Bernard Maybeck. |
| 89                                                          | Petaluma Adobe                                             | Photograph of the Petaluma Adobe, a broad, low, two-story building with wide verandas amidst open grasslands.                                                                             | 15/04/1970  | Petaluma 38° 15′ 20″ N, 122° 35′ 04″ O                    | Sonoma                  | Plus grand exemple d'architecture Monterey Colonial aux États-Unis, cet édifice en adobe fut le ranch du Général Mariano Guadalupe Vallejo, commandant du Sonoma Pueblo. Il fait aujourd'hui partie du Petaluma Adobe State Historic Park.                                                                                               |
| 90                                                          | Pioneer Deep Space Station                                 | NASA photo | 03/10/1985  | Fort Irwin 35° 23′ 15″ N, 116° 51′ 22″ O                  | San Bernardino          | Deep Space Network de la NASA. |
| 91                                                          | Point Reyes Lifeboat Station                               | Point Reyes Lifeboat Station | 20/12/1989  | Point Reyes 37° 59′ 38″ N, 122° 58′ 26″ O                 | Marin                   | Dernier exemple de station à canot de sauvetage lancé par rail de l'United States Life-Saving Service. Le site fait partie de la Point Reyes National Seashore. |
| 92                                                          | Pony Express Terminal                                      | 1960 HABS photo | 04/07/1961  | Sacramento 38° 34′ 58″ N, 121° 30′ 15″ O                  | Sacramento              | Terminus occidental du Pony Express, cette banque a aussi servi comme premier siège de la Cour suprême de Californie. L'édifice fait partie du Old Sacramento State Historic Park, lui aussi un National Historic Landmark District. |
| 93                                                          | Potomac (Presidential yacht)                               | Photograph of the Presidential yacht USS Potomac at dock on a sunny, clear day. | 12/12/1990  | Oakland 37° 47′ 37″ N, 122° 16′ 44″ O                     | Alameda                 | Autrefois USCGC Electra, ce navire fut le yacht présidentiel de Franklin Delano Roosevelt de 1936 à sa mort en 1945, et l'un des seuls trois yachts présidentiels restants. C'est aujourd'hui un navire-musée. |
| 94                                                          | Presidio de San Francisco                                  | | 13/06/1962  | San Francisco 37° 48′ N, 122° 28′ O                       | San Francisco           | Base militaire espagnole, mexicaine puis américaine, de 1776 à 1995, il fait partie de la Golden Gate National Recreation Area. |
| 95                                                          | Ralph J. Scott                                             | | 30/06/1989  | San Pedro 33° 44′ 29″ N, 118° 16′ 44″ O                   | Los Angeles             | Bateau-pompe utilisé de 1925 à 2003, situé aujourd'hui près du Los Angeles Maritime Museum. |
| 96                                                          | Ralston Hall                                               | | 13/11/1966  | Belmont 37° 31′ 03″ N, 122° 17′ 10″ O                     | San Mateo               | Maison de William Chapman Ralston, un entrepreneur de San Francisco, fondateur de la Bank of California, et financier de la Comstock Lode. Elle fait partie aujourd'hui de l'Université Notre Dame de Namur. |
| 97                                                          | Rancho Camulos                                             | | 16/02/2000  | Piru 34° 24′ 20″ N, 118° 45′ 24″ O                        | Ventura                 | Maison de Ygnacio del Valle, alcalde de Los Angeles et membre de la California State Assembly. Le ranch était surnommé Home of Ramona parce que c'était le cadre du roman populaire Ramona (1884) de Helen Hunt Jackson. Aujourd'hui, c'est un musée.                                                                                    |
| 98                                                          | Rangers' Club                                              | Ranger's Club | 28/05/1987  | Parc national de Yosemite 37° 44′ 44″ N, 119° 35′ 12″ O   | Mariposa                | Stephen Tyng Mather, le riche premier directeur du National Park Service donna cette résidence aux rangers du Parc national de Yosemite. Son architecture rustique inspira toutes les constructions dans les National Park jusqu'à la Seconde Guerre mondiale.                                                                           |
| 99                                                          | Rogers Dry Lake                                            | | 03/10/1985  | Edwards Air Force Base 34° 57′ N, 117° 52′ O              | Kern et San Bernardino  | Désert endoréique situé dans l'Edwards Air Force Base. |
| 100                                                         | Room 307, Gilman Hall, University of California            | | 21/12/1965  | Berkeley 37° 52′ 15″ N, 122° 15′ 18″ O                    | Alameda                 | La Room 307 du Gilman Hall à l'UCB est l'endroit où Glenn T. Seaborg et ses collègues identifièrent le plutonium comme nouvel élément le 23 février 1941. |
| 101                                                         | Rose Bowl                                                  | | 27/02/1987  | Pasadena 34° 09′ 34″ N, 118° 10′ 00″ O                    | Los Angeles             | Stade d'attache de l'équipe de football universitaire UCLA Bruins. |
| 102                                                         | Royal Presidio Chapel                                      | | 09/10/1960  | Monterey 36° 35′ 45″ N, 121° 53′ 25″ O                    | Monterey                | Cette cathédrale est la plus ancienne paroisse, le plus ancien édifice de pierre, la plus petite cathédrale des États-Unis et l'une des deux plus vieilles du pays. C'est la seule cathédrale restante dans un presidio en Californie, et le dernier bâtiment authentique du presidio de Monterey.                                       |
| 103                                                         | San Diego Mission Church                                   | | 15/04/1970  | San Diego 32° 46′ 58″ N, 117° 06′ 23″ O                   | San Diego               | Première mission en Alta California et départ du El Camino Real. |
| 104                                                         | Presidio de San Diego                                      | | 09/10/1960  | San Diego 32° 45′ 31″ N, 117° 11′ 36″ O                   | San Diego               | Ce fut le premier presidio fortifié et le début de la colonisation espagnole de la Californie. Aucun édifice n'en reste, mais le site fait partie de Presidio Park. |
| 105                                                         | Site de la découverte de la Baie de San Francisco          | image pending | 23/05/1968  | San Bruno 37° 36′ 11″ N, 122° 27′ 17″ O                   | San Mateo               | Le 4 novembre 1769 l'expédition de l'explorateur espagnol Gaspar de Portolà atteignit le sommet de Sweeney Ridge (370m) d'où il découvrit la baie. Le site fait partie aujourd'hui de la Golden Gate National Recreation Area. |
| 106                                                         | Cable Cars de San Francisco                                | | 29/01/1964  | San Francisco 37° 47′ 44″ N, 122° 24′ 27″ O               | San Francisco           | L'un des symboles de San Francisco, c'est le dernier système du genre à commande manuelle dans le monde. |
| 107                                                         | Civic Center, San Francisco Civic Center                   | | 27/02/1987  | San Francisco 37° 46′ 47″ N, 122° 25′ 04″ O               | San Francisco           | La Charte des Nations unies y fut signée en 1945 ainsi que le traité de paix avec le Japon après 1945. |
| 108                                                         | San Francisco Port of Embarkation, U.S. Army               | | 04/02/1985  | San Francisco 37° 48′ 26″ N, 122° 25′ 50″ O               | San Francisco           | Construit à l'origine durant la Guerre civile pour la défense des côtes, ce fort devint le principal point de passage du Pacifique pour le pays durant les deux guerres mondiales : durant la seconde, plus de 1647174 passagers et 23589472 tonnes y transitèrent. Il fait à présent partie de la Golden Gate National Recreation Area. |
| 109                                                         | San Juan Bautista Plaza Historic District                  | 1934 HABS photo | 15/04/1970  | San Juan Bautista 36° 50′ 37″ N, 121° 32′ 04″ O           | San Benito              | Exemple de place de style colonial hispano-mexicain. |
| 110                                                         | San Luis Rey Mission Church                                | | 15/04/1970  | Oceanside 33° 22′ 03″ N, 117° 13′ 06″ O                   | San Diego               | Eglise faisant partie d'une mission. |
| 111                                                         | Santa Barbara County Courthouse                            | Photograph of the gardens and Spanish colonial façade of the Santa Barbara County Courthouse                                                                                              | 05/04/2005  | Santa Barbara 34° 25′ 30″ N, 119° 41′ 24″ O               | Santa Barbara           | Edifice de style Spanish Colonial Revival. |
| 112                                                         | Santa Barbara Mission                                      | Santa Barbara Mission | 04/02/1960  | Santa Barbara 34° 26′ 15″ N, 119° 42′ 45″ O               | Santa Barbara           | La seule mission espagnole qui reste sous la direction des Franciscains depuis sa fondation. |
| 113                                                         | Santa Cruz Looff Carousel and Roller Coaster               | Evening photograph of the white, wooden Santa Cruz Roller Coaster, amusement park structures, and a background of eucalyptus and palm trees.                                              | 27/02/1987  | Santa Cruz 36° 57′ 52″ N, 122° 01′ 00″ O                  | Santa Cruz              | Carrousel datant de 1911 construit par la famille Looff. |
| 114                                                         | Santa Monica Looff Hippodrome                              | Exterior photograph of the Santa Monica Looff Hippodrome, a pink building with blue trim and large, arched glass doors and windows.                                                       | 27/02/1987  | Santa Monica 34° 00′ 37″ N, 118° 29′ 47″ O                | Los Angeles             | Construit par la famille Looff. |
| 115                                                         | Upton Sinclair House                                       | | 11/11/1971  | Monrovia 34° 09′ 43″ N, 118° 00′ 04″ O                    | Los Angeles             | Maison de l'écrivain Upton Sinclair entre 1942 et 1966, où il écrivit la plupart de ses derniers ouvrages. |
| 116                                                         | Sonoma Plaza                                               | City Hall of Sonoma, which stands at the center of Sonoma Plaza. | 19/12/1960  | Sonoma 38° 17′ 04″ N, 122° 27′ 27″ O                      | Sonoma                  | La plus grande place de Californie ; elle fut le site de la Bear Flag Revolt en 1846. |
| 117                                                         | Space Flight Operations Facility                           | | 03/10/1985  | Pasadena 34° 11′ 58″ N, 118° 10′ 25″ O                    | Los Angeles             | Salle de contrôle du Jet Propulsion Laboratory depuis laquelle toutes les missions spatiales de la NASA sont gérées. |
| 118                                                         | Space Launch Complex 10                                    | | 23/06/1986  | Vandenberg Air Force Base 34° 45′ 55″ N, 120° 37′ 20″ O   | Santa Barbara           | Construit en 1958 pour tester des missiles, il fut utilisé pour lancer des missions spatiales de 1963 to 1980. |
| 119                                                         | Leland Stanford House                                      | | 28/05/1987  | Sacramento 38° 34′ 36″ N, 121° 29′ 52″ O                  | Sacramento              | La maison de Leland Stanford, Gouverneur de Californie de 1862 à 1863, sénateur américain de 1885 à 1893, magnat du chemin de fer, membre des Big Four et fondateur de l'Université Stanford. |
| 120                                                         | Star of India                                              | | 13/11/1966  | San Diego 32° 42′ 51″ N, 117° 10′ 22″ O                   | San Diego               | Bateau musée du Musée maritime de San Diego. |
| 121                                                         | Steedman Estate                                            | | 16/01/2009  | Montecito 34° 26′ 07″ N, 119° 38′ 08″ O                   | Santa Barbara           | [ 3 ] |
| 122                                                         | Sutter's Fort                                              | Photograph of Sutter’s Fort | 20/01/1961  | Sacramento 38° 34′ 14″ N, 121° 28′ 12″ O                  | Sacramento              | Colonie agricole et marchande du XIXe siècle. |
| 123                                                         | Sweden- borgian Church                                     | San Francisco Swedenborgian Church. | 18/08/2004  | San Francisco 37° 47′ 25″ N, 122° 26′ 45″ O               | San Francisco           | L'un des premiers édifices de style Arts & Crafts en Californie, cette église du swedenborgianisme est toujours en activité et n'a pas subi de changement architectural. |
| 124                                                         | Tao House                                                  | Springtime photograph of Tao House, perched on a hillside above blossoming orchard trees.                                                                                                 | 17/07/1971  | Danville 37° 49′ 33″ N, 122° 01′ 39″ O                    | Contra Costa            | Eugene O'Neill y a vécu de 1937 à 1944 durant l'écriture de ses pièces The Iceman Cometh, Le Long Voyage vers la nuit et A Moon for the Misbegotten. |
| 125                                                         | Gunther Island Site 67                                     | image pending | 19/07/1964  | Eureka 40° 48′ 36″ N, 124° 10′ 19″ O                      | Humboldt                | Site archéologique entourant un sambaqui de coquillages des Wiyots, situé à Tolowot sur l'Indian Island dans la Baie d'Humboldt près d'Eureka. Ce fut le site d'un massacre de Wiyots en 1860. |
| 126                                                         | Tule Lake War Relocation Center                            | | 17/02/2006  | Newell                                                    | Modoc                   | Le plus grand camp d'internement des Japonais-américains, c'était aussi le plus sécurisé, et celui qui resta le plus longtemps en activité, même après la Seconde Guerre mondiale. |
| 127                                                         | Twenty-Five-Foot Space Simulator                           | | 03/10/1985  | Pasadena 34° 12′ 03″ N, 118° 10′ 22″ O                    | Los Angeles             | Simulateur du Jet Propulsion Laboratory. |
| 128                                                         | Unitary Plan Wind Tunnel                                   | | 03/10/1985  | Moffett Field 37° 24′ 56″ N, 122° 03′ 35″ O               | Santa Clara             | Cette soufflerie construite dans les années 1950 permit des tests aérodynamiques pour les avions commerciaux, militaires et pour la navette spatiale américaine. |
| 129                                                         | United States Immigration Station, Angel Island            | Dormitory at the United States Immigration Station | 09/12/1997  | Tiburon 37° 51′ 44″ N, 122° 25′ 13″ O                     | Marin                   | Cette "Ellis Island de l'Ouest" géra le passage de près d'un million d'immigrants asiatiques entre 1910 et 1940. Le centre d'immigration fait partie du Angel Island State Park. |
| 130                                                         | Walker Pass                                                | image pending | 04/07/1961  | Onyx 35° 39′ 47″ N, 118° 01′ 37″ O                        | Kern                    | Joseph Reddeford Walker cartographia ce col de montagne en 1834 après l'avoir découvert grâce aux Amérindiens ; il devint alors un point de passage important pour les immigrants qui rejoignaient la Californie. |
| 131                                                         | Wapama (steam schooner)                                    | 1974 HAER photo | 20/04/1985  | San Francisco 37° 48′ 28″ N, 122° 25′ 16″ O               | San Francisco           | Bateau du San Francisco Maritime National Historic Park. |
| 132                                                         | Ranch Warner                                               | | 20/01/1961  | Warner Springs 33° 14′ 19″ N, 116° 39′ 03″ O              | San Diego               | Oak Grove. C'est aujourd'hui une station thermale. |
| 133                                                         | Watts Towers                                               | the skeletal spires of Watts Towers | 14/12/1990  | Los Angeles 33° 56′ 13″ N, 118° 14′ 26″ O                 | Los Angeles             | Ces tours de Simon Rodia sont un exemple d'architecture vernaculaire non-traditionnelle et d'Art naïf américain. |
| 134                                                         | Big Trees Lodge et atelier de Thomas Hill                  | Historic photograph of the Wawona Hotel, a broad, two-story building with trees in the background.                                                                                        | 28/02/1987  | Parc national de Yosemite 37° 32′ 11″ N, 119° 39′ 13″ O   | Mariposa                | Construit en 1879 pour les touristes visitant le Mariposa Grove, c'est dans cet hôtel que le peintre de l'Hudson River School Thomas Hill peignit vers la fin de sa vie. |
| 135                                                         | Puits n°4, Gisement de pétrole de Pico Canyon              | | 13/11/1966  | San Fernando 34° 22′ 10″ N, 118° 37′ 49″ O                | Los Angeles             | Foré en 1876 jusqu'à une profondeur de 115 m, ce fut le premier puits de pétrole de Californie. |
| 136                                                         | Yuma Crossing and Associated Sites                         | The town of Yuma Crossing and the Colorado River | 13/11/1966  | Winterhaven 32° 43′ 45″ N, 114° 36′ 55″ O                 | Imperial                | Un carrefour majeur de l'Alta California et de l'expansion vers l'ouest des États-Unis, cette zone comprend plusieurs sites archéologiques et historiques, partagés avec l'Arizona au-delà du Colorado, dont Fort Yuma. |
| Table notes: see below; some coordinates have been rounded. |                                                            | |             |                                                           |                         | |